# Carlos Mayor
Carlos Alberto Mayor (Buenos Aires, Argentina; 5 de octubre de 1965) es un exfutbolista y actual director técnico. Actualmente no dirige ningún equipo, luego de haber dejado el Club Atlético Defensores de Belgrano, entidad que milita en la Primera Nacional.Jugaba como marcador central y su primer equipo fue Argentinos Juniors. Su último club antes de retirarse fue Atlante.

## Clubes

### Como jugador
| Club                        | País      | Año       |
| --------------------------- | --------- | --------- |
| Argentinos Juniors          | Argentina | 1984-1990 |
| Gimnasia y Esgrima La Plata | Argentina | 1990-1991 |
| Unión de Santa Fe           | Argentina | 1991-1992 |
| Deportes Iquique            | Chile     | 1993      |
| Fujieda Blux                | Japón     | 1994      |
| Fukuoka Blux                | Japón     | 1995      |
| Avispa Fukuoka              | Japón     | 1996      |
| All Boys                    | Argentina | 1997-1999 |
| Atlante                     | México    | 1999-2000 |

### Como entrenador
| Club                   | País      | Año         |
| ---------------------- | --------- | ----------- |
| Argentinos Juniors     | Argentina |             |
| Almagro                | Argentina | 2013-2014   |
| Atlanta                | Argentina | 2014        |
| Godoy Cruz             | Argentina | 2014        |
| San Martín (SJ)        | Argentina | 2015        |
| Argentinos Juniors     | Argentina | 2016        |
| Temperley              | Argentina | 2016        |
| Almagro                | Argentina | 2017        |
| Renofa Yamaguchi       | Japón     | 2017        |
| Boca Unidos            | Argentina | 2018-2019   |
| Almagro                | Argentina | 2019        |
| Olimpo                 | Argentina | 2020 - 2022 |
| Santamarina            | Argentina | 2023        |
| Defensores de Belgrano | Argentina | 2023-2025   |

## Estadísticas

### Como entrenador
| Equipo                           | Div.                        | Torneo                      | Estadísticas | Estadísticas | Estadísticas | Estadísticas | Estadísticas | Estadísticas | Estadísticas | Estadísticas | Estadísticas |
| Equipo                           | Div.                        | Torneo                      | PJ           | G            | E            | P            | GF           | GC           | DG           | Puntos       | Efectividad% |
| -------------------------------- | --------------------------- | --------------------------- | ------------ | ------------ | ------------ | ------------ | ------------ | ------------ | ------------ | ------------ | ------------ |
| Argentinos Juniors Argentina     | 1.ª                         | Torneo Inicial 2012         | 2            | 1            | 1            | 0            | 2            | 1            | +1           | 4            | 66.67%       |
| Argentinos Juniors Argentina     | Total                       | Total                       | 2            | 1            | 1            | 0            | 2            | 1            | +1           | 4            | 66.67%       |
| Almagro Argentina                | 2.ª                         | Primera B 2012-13           | 23           | 13           | 8            | 2            | 31           | 14           | +17          | 47           | 68.12%       |
| Almagro Argentina                | 2.ª                         | Primera B 2013-14           | 35           | 11           | 11           | 13           | 26           | 33           | -7           | 44           | 41.9%        |
| Almagro Argentina                | 2.ª                         | Copa Argentina 2012-13      | 2            | 1            | 0            | 1            | 1            | 1            | 0            | 3            | 50%          |
| Almagro Argentina                | 2.ª                         | Copa Argentina 2013-14      | 1            | 0            | 1            | 0            | 1            | 1            | 0            | 1            | 33.33%       |
| Almagro Argentina                | Total                       | Total                       | 61           | 25           | 20           | 16           | 59           | 49           | +10          | 95           | 51.91%       |
| Atlanta Argentina                | 2.ª                         | Primera B 2013-14           | 7            | 2            | 4            | 1            | 4            | 3            | +1           | 10           | 47.62%       |
| Atlanta Argentina                | Total                       | Total                       | 7            | 2            | 4            | 1            | 4            | 3            | +1           | 10           | 47.62%       |
| Godoy Cruz Argentina             | 1.ª                         | Primera División 2014       | 14           | 3            | 5            | 6            | 22           | 30           | -8           | 14           | 33.33%       |
| Godoy Cruz Argentina             | 1.ª                         | Copa Argentina 2013-14      | 1            | 0            | 1            | 0            | 3            | 3            | 0            | 1            | 33.33%       |
| Godoy Cruz Argentina             | Total                       | Total                       | 15           | 3            | 6            | 6            | 25           | 33           | -8           | 15           | 33.33%       |
| San Martín de San Juan Argentina | 1.ª                         | Primera División 2015       | 31           | 8            | 13           | 10           | 33           | 39           | -6           | 37           | 39.78%       |
| San Martín de San Juan Argentina | 1.ª                         | Copa Argentina 2014-15      | 2            | 0            | 2            | 0            | 2            | 2            | 0            | 2            | 33.33%       |
| San Martín de San Juan Argentina | Total                       | Total                       | 33           | 8            | 15           | 10           | 35           | 41           | -6           | 39           | 39.39%       |
| Argentinos Juniors Argentina     | 1.ª                         | Primera División 2016       | 6            | 0            | 2            | 4            | 5            | 16           | -11          | 2            | 11.11%       |
| Argentinos Juniors Argentina     | Total                       | Total                       | 6            | 0            | 2            | 4            | 5            | 16           | -11          | 2            | 11.11%       |
| Total en Argentinos Juniors      | Total en Argentinos Juniors | Total en Argentinos Juniors | 8            | 1            | 3            | 4            | 7            | 17           | -10          | 6            | 25%          |
| Temperley Argentina              | 1.ª                         | Primera División 2016-17    | 9            | 2            | 3            | 4            | 4            | 11           | -7           | 9            | 33.33%       |
| Temperley Argentina              | Total                       | Total                       | 9            | 2            | 3            | 4            | 4            | 11           | -7           | 9            | 33.33%       |
| Almagro Argentina                | 2.ª                         | Primera B Nacional 2016-17  | 8            | 3            | 4            | 1            | 5            | 2            | +3           | 13           | 54.17%       |
| Almagro Argentina                | Total                       | Total                       | 8            | 3            | 4            | 1            | 5            | 2            | +3           | 13           | 54.17%       |
| Renofa Yamaguchi\| Japón         | J2                          | J2 League 2017              | 23           | 8            | 0            | 15           | 33           | 46           | -13          | 24           | 34.78%       |
| Renofa Yamaguchi\| Japón         | Total                       | Total                       | 23           | 8            | 0            | 15           | 33           | 46           | -13          | 24           | 34.78%       |
| Boca Unidos Argentina            | 2.ª                         | Primera B Nacional 2017-18  | 12           | 5            | 3            | 4            | 14           | 11           | +3           | 18           | 50%          |
| Boca Unidos Argentina            | 3.ª                         | Torneo Federal A 2018-19    | 25           | 12           | 7            | 6            | 28           | 20           | +8           | 43           | 57.33%       |
| Boca Unidos Argentina            | 3.ª                         | Copa Argentina 2018-19      | 2            | 2            | 0            | 0            | 3            | 1            | +2           | 6            | 100%         |
| Boca Unidos Argentina            | Total                       | Total                       | 39           | 19           | 10           | 10           | 45           | 32           | +13          | 67           | 57.26%       |
| Almagro Argentina                | 2.ª                         | Copa Argentina 2018-19      | 1            | 0            | 1            | 0            | 1            | 1            | 0            | 1            | 33.33%       |
| Almagro Argentina                | 2.ª                         | Primera Nacional 2019-20    | 6            | 0            | 3            | 3            | 1            | 4            | -3           | 3            | 16.67%       |
| Almagro Argentina                | Total                       | Total                       | 7            | 0            | 4            | 3            | 2            | 5            | -3           | 4            | 19.05%       |
| Total en Almagro                 | Total en Almagro            | Total en Almagro            | 76           | 28           | 28           | 20           | 66           | 56           | +10          | 112          | 49.12%       |
| Olimpo Argentina                 | 3.ª                         | Federal A 2021              | 32           | 15           | 8            | 9            | 45           | 33           | +12          | 53           | 55.21%       |
| Olimpo Argentina                 | 3.ª                         | Copa Argentina 2021-22      | 1            | 0            | 0            | 1            | 0            | 2            | -2           | 0            | 0%           |
| Olimpo Argentina                 | 3.ª                         | Federal A 2022              | 35           | 24           | 8            | 3            | 56           | 20           | +36          | 80           | 76.19%       |
| Olimpo Argentina                 | Total                       | Total                       | 68           | 39           | 16           | 13           | 101          | 55           | +46          | 133          | 65.2%        |
| Ramón Santamarina Argentina      | 3.ª                         | Federal A 2023              | 4            | 1            | 2            | 1            | 5            | 4            | +1           | 5            | 41.67%       |
| Ramón Santamarina Argentina      | Total                       | Total                       | 4            | 1            | 2            | 1            | 5            | 4            | +1           | 5            | 41.67%       |
| Defensores de Belgrano Argentina | 2.ª                         |                             |              |              |              |              |              |              |              |              |              |
| Defensores de Belgrano Argentina | 2.ª                         | 2023                        | 26           | 11           | 5            | 10           | 30           | 25           | +5           | 38           | 48.72%       |
| Defensores de Belgrano Argentina | 2.ª                         | Copa Argentina 2023         | 1            | 0            | 0            | 1            | 0            | 2            | -2           | 0            | 0%           |
| Defensores de Belgrano Argentina | 2.ª                         | 2024                        | 39           | 15           | 13           | 11           | 38           | 26           | +12          | 58           | 49.57%       |
| Defensores de Belgrano Argentina | 2.ª                         | Copa Argentina 2024         | 1            | 0            | 0            | 1            | 0            | 4            | -4           | 0            | 0%           |
| Defensores de Belgrano Argentina | 2.ª                         | 2025                        | 23           | 7            | 9            | 7            | 18           | 17           | +2           | 30           | 43.48%       |
| Defensores de Belgrano Argentina | 2.ª                         | Copa Argentina 2025         | 2            | 1            | 0            | 1            | 4            | 3            | +1           | 3            | 50%          |
| Defensores de Belgrano Argentina | Total                       | Total                       | 92           | 34           | 27           | 31           | 90           | 78           | +12          | 129          | 46.74%       |
| Total como entrenador            | Total como entrenador       | Total como entrenador       | 374          | 145          | 114          | 115          | 415          | 376          | +39          | 549          | 48.93%       |

## Palmarés

### Campeonatos nacionales
| Título           | Club               | País      | Año    |
| ---------------- | ------------------ | --------- | ------ |
| Primera División | Argentinos Juniors | Argentina | N-1985 |

### Copas internacionales
| Título              | Club               | Sede          | Año  |
| ------------------- | ------------------ | ------------- | ---- |
| Copa Libertadores   | Argentinos Juniors | Asunción      | 1985 |
| Copa Interamericana | Argentinos Juniors | Puerto España | 1986 |